# مؤسسه مطالعات سیاسی پاریس
مؤسسه مطالعات سیاسی پاریس (به فرانسوی: Institut d'études politiques de Paris) که معمولاً با عنوان مختصر سیانس پو (به فرانسوی: Sciences Po) از آن یاد می‌شود، یک دانشگاه تحقیقاتی دولتی در شهر پاریس است. این دانشگاه شامل دانشکده‌های علوم سیاسی، تاریخ، حقوق، دانش مالی، مدیریت، مدیریت منابع انسانی، ارتباط، بازاریابی، روزنامه‌نگاری، برنامه‌ریزی شهری و محیط زیست می‌شود. سیانس پو در سال ۲۰۲۵ در حوزه علوم سیاسی و مطالعات بین‌الملل رتبه چهارم را در بین دانشگاه‌های جهان به دست آورد.
این دانشگاه تاکنون فارغ‌التحصیل‌های برجسته زیادی در عرصه‌های گوناگون تربیت کرده. چهار رئیس‌جمهور اخیر فرانسه دانش‌آموخته این دانشگاه هستند. سیانس پو با ۴۱۰ دانشگاه در سطح جهان مشارکت و همکاری دارد، از جمله با دانشگاه آکسفورد، کلمبیا، مدرسه اقتصاد لندن، مدرسه حقوق هاروارد و غیره.

## تاریخچه

### از ۱۸۷۲ تا ۱۹۴۵

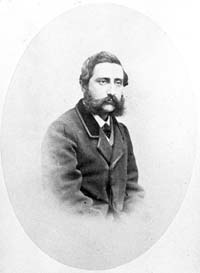
امیل بوتمی مؤسس سیانس پو

ای‌اُپ پاریس، که با نام سیانس پو شهرت دارد دانشکده علوم سیاسی است که در سال ۱۸۷۲ توسط امیل بوتمی برای پاسخ دادن به بحران سیاسی و اخلاقی پس از جنگ ۱۸۷۰ افتتاح شده‌است. او تلاش داشت با کشف و تربیت نخبگان و ساختن لایه جدیدی از الیت فرانسه نوین را بسازد. بنیان‌گذار سیانس پو تلاش می‌کرددر عین اینکه دانشجویان را با مسایل معاصر آشنا می‌شوند از فرهنگ و تاریخ فرانسه دور نشوند و این تلاش را در ارتباطی نهفته در میان سنت و مدرنیته به دانشجویان منتقل کند و همواره با گوشزد کردن اینکه «تنها چیزی که ما از یک دانشجوی بالغ انتظار داریم این است که زمانه خود را بشناسد» سعی کرد تا دانشجویان را در مسیر درست قرار دهد.

## دانش آموختگان برجسته
- فرانسوا اولاند (رئیس‌جمهور فرانسه)
- نیکولا سارکوزی (رئیس‌جمهور سابق فرانسه)
- ژاک شیراک (رئیس‌جمهور اسبق فرانسه)
- فرانسوا میتران (رئیس‌جمهور اسبق فرانسه)
- لوران فابیوس (وزیر امور خارجه فرانسه)
- پیر ترودو (نخست‌وزیر اسبق کانادا)
- محمد مصدق (نخست‌وزیر اسبق ایران)
- پطرس غالی (دبیرکل اسبق سازمان ملل متحد)
- آستن چمبرلین (سیاستمدار بریتانیایی و برنده جایزه صلح نوبل)
- رمون آرون (فیلسوف فرانسوی)
- مارسل پروست (نویسنده و رمان‌نویس فرانسوی)

مجموعاً ۱۳ نخست‌وزیر در تاریخ فرانسه فارغ‌التحصیل این دانشگاه بوده‌اند.

## نگارخانه

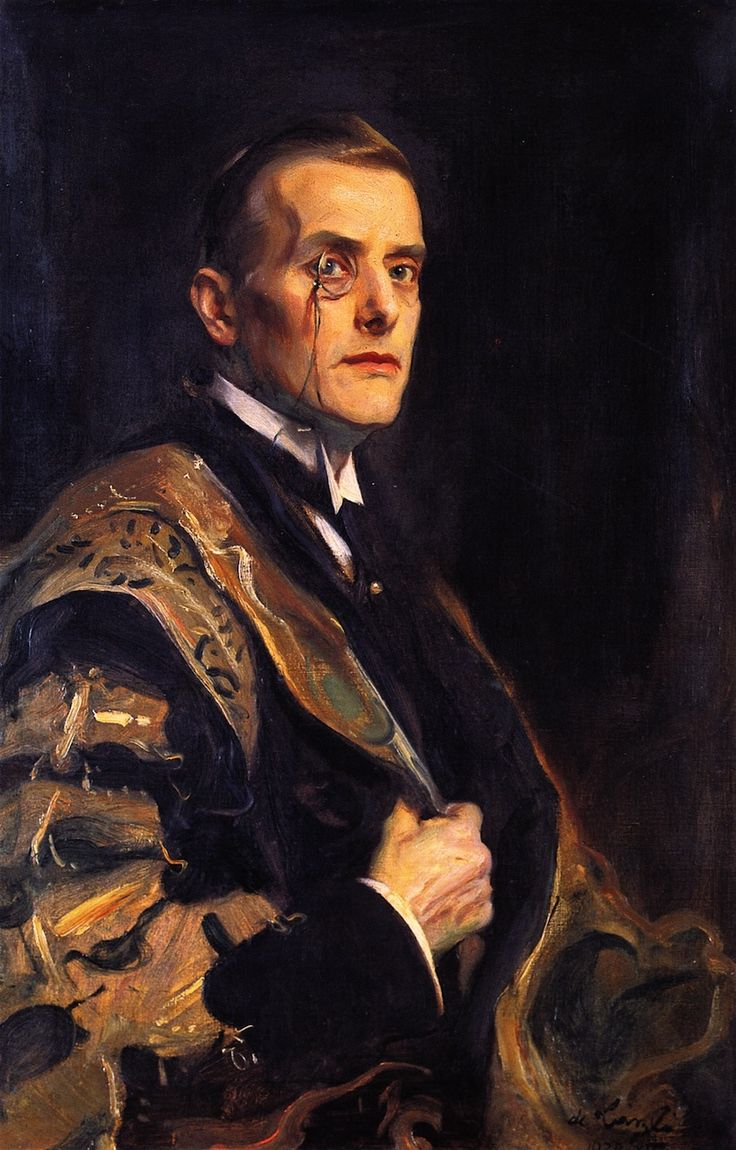
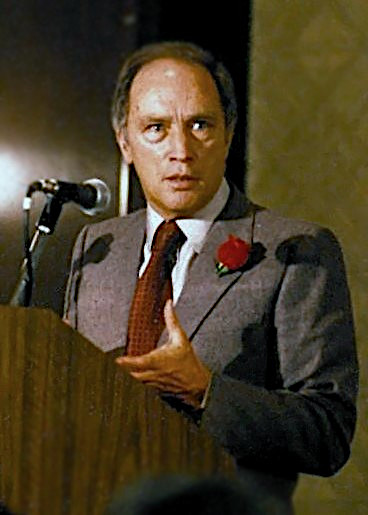
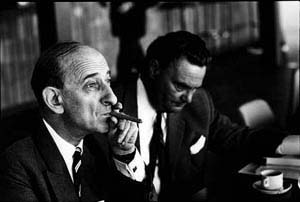
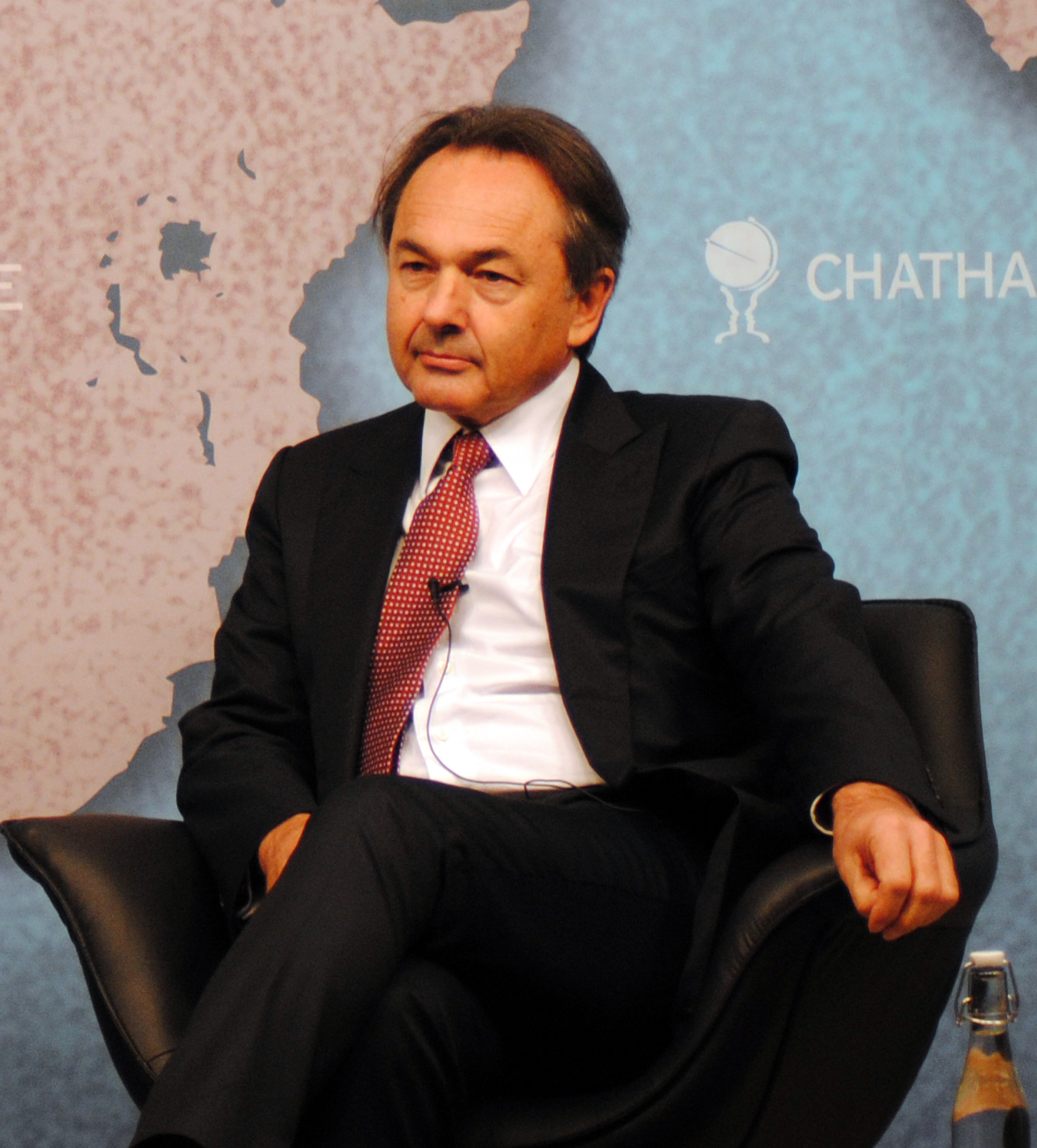
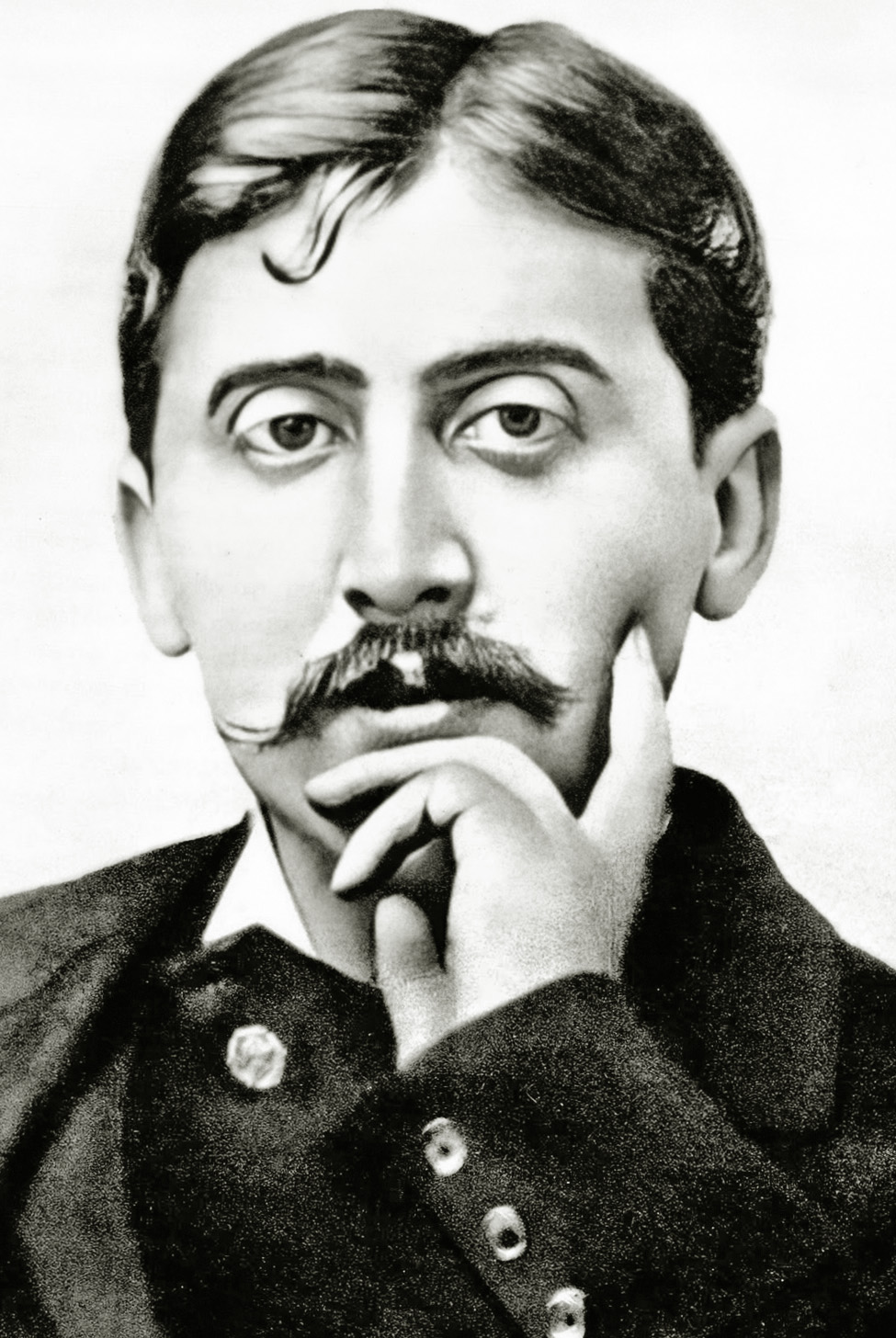
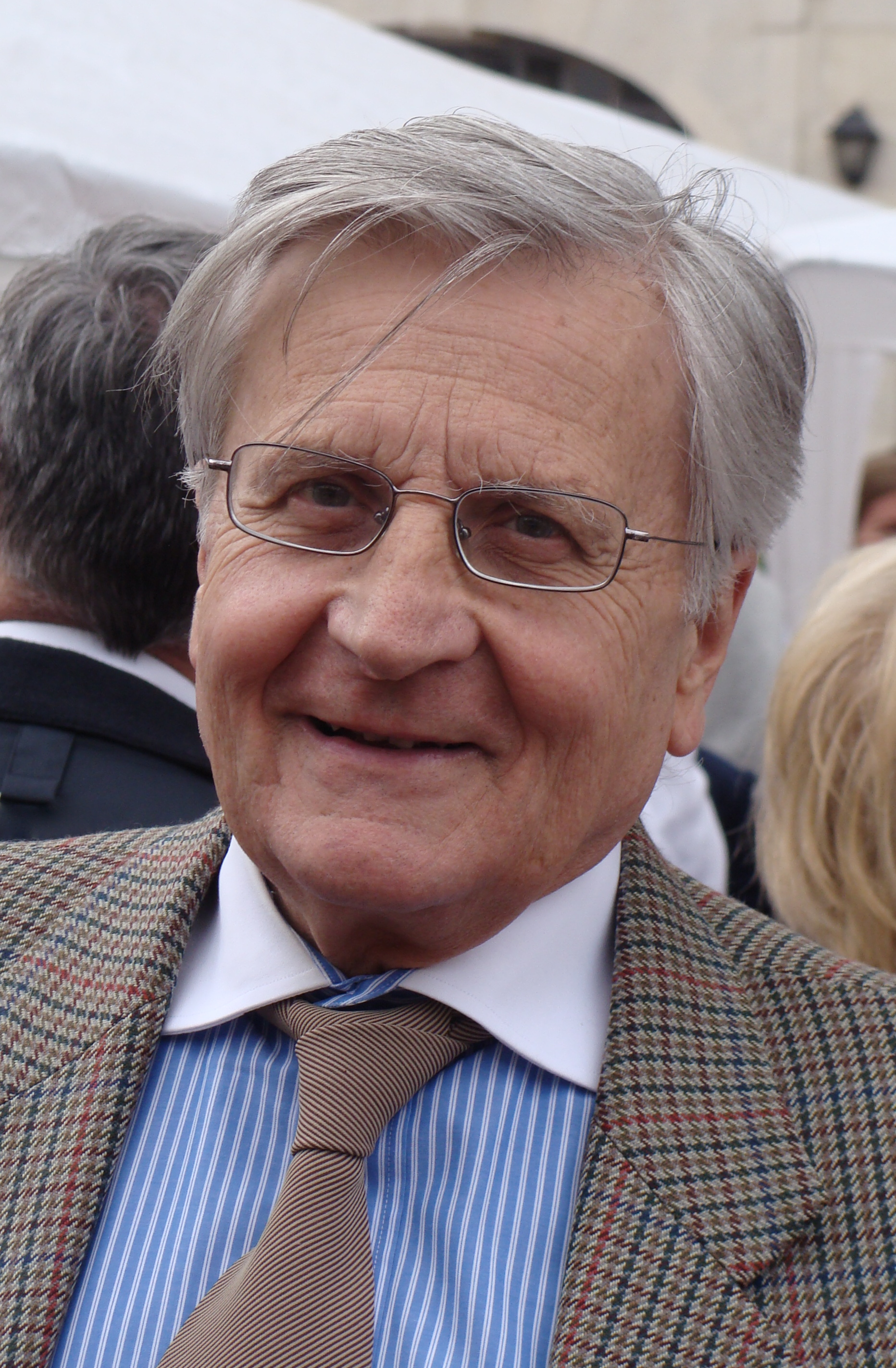
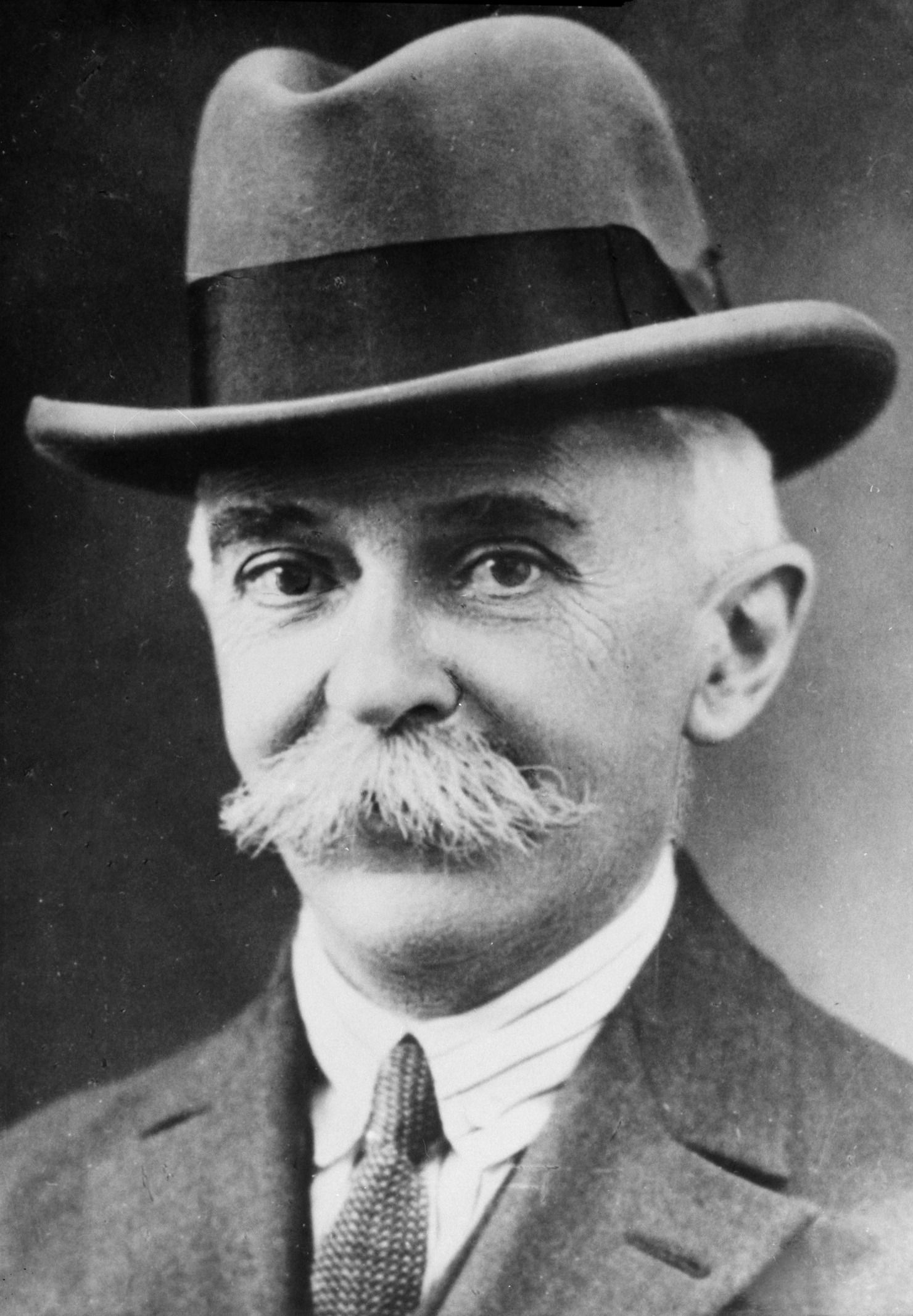